# Primula lihengiana
Primula lihengiana är en viveväxtart som beskrevs av C.M.Hu och R.Li. Primula lihengiana ingår i släktet vivor, och familjen viveväxter. Inga underarter finns listade i Catalogue of Life.